# Tour della nazionale maschile di rugby a 15 del Sudafrica 2005
Tra le due edizioni della Coppa del Mondo 2003 e 2007 la nazionale sudafricana  di "rugby a 15", si è recata varie volte in tour, anche con le rappresentative minori
Nel 2005, La squadra di Jacke White si presenta in Argentina per difendere il record di dieci vittorie su dieci incontri contro i Pumas le cui uniche vittorie contro gli Springboks risalivano agli anni '80 ma sotto le spoglie della dei "Jaguar" sudamericani). Il risultato a favore degli Spirngboks non sorprende, vista la mancanza di alcuni giocatori importanti tra gli argentini, che si aggregheranno alla comitiva per il tour in Europa qualche settimana dopo.
Contro il Galles, è Bryan Habana la stella del match. la veloce ala sudafricana realizza due delle quattro mete che sommergono il Galles, vincitore pochi mesi prima del Sei Nazioni 2005 .
Infine il test con la Francia, che vede gli Springboks soccombere sotto la neve (alcuni giocatori sudafricani non l'avevano mai vista) . Da segnalare che la partita era stata preceduta dalla partita tra Marocco e Madagascar valida come finale della Africa Cup 2005. La partita era stata organizzata prevedendo la partecipazione della nazionale "amateurs" del Sudafrica, sorprendentemente sconfitta in semifinale, proprio dal Madagascar, tre settimane prima.
| Buenos Aires 5 novembre 2005 | Argentina | 23 – 34 | Sudafrica |  |

| Cardiff 19 novembre 2005 | Galles | 16 – 33 | Sudafrica | Millennium Stadium |

| Parigi 26 novembre 2005 | Francia | 26 – 20 | Sudafrica | Stade de France |